# 豊岡市立出石家老屋敷
豊岡市立 出石家老屋敷（とよおかしりつ いずしかろうやしき）は兵庫県豊岡市の出石にある博物館。通称は家老屋敷、または出石家老屋敷。

## 概要
出石城の内堀の近く、江戸時代後期の上級武士の居住区であった内町通りに面して当屋敷がある。
仙石騒動の中心人物の一人である仙石左京の屋敷跡に建つことから左京屋敷とも呼ばれる。
当屋敷の外観は平屋建に見えるが、内部には隠し階段が仕組まれており、2階建である。刀を使い難くするためか天井は低く造られ、屋根上への通路も存在する。これらは、襲撃に備えて造られたものと推定されている。
展示物等については、仙石騒動の資料をはじめ無形文化財の大名行列諸道具など出石藩に関する資料を公開している。同じ敷地内に隣接して伊藤清永記念館がある。

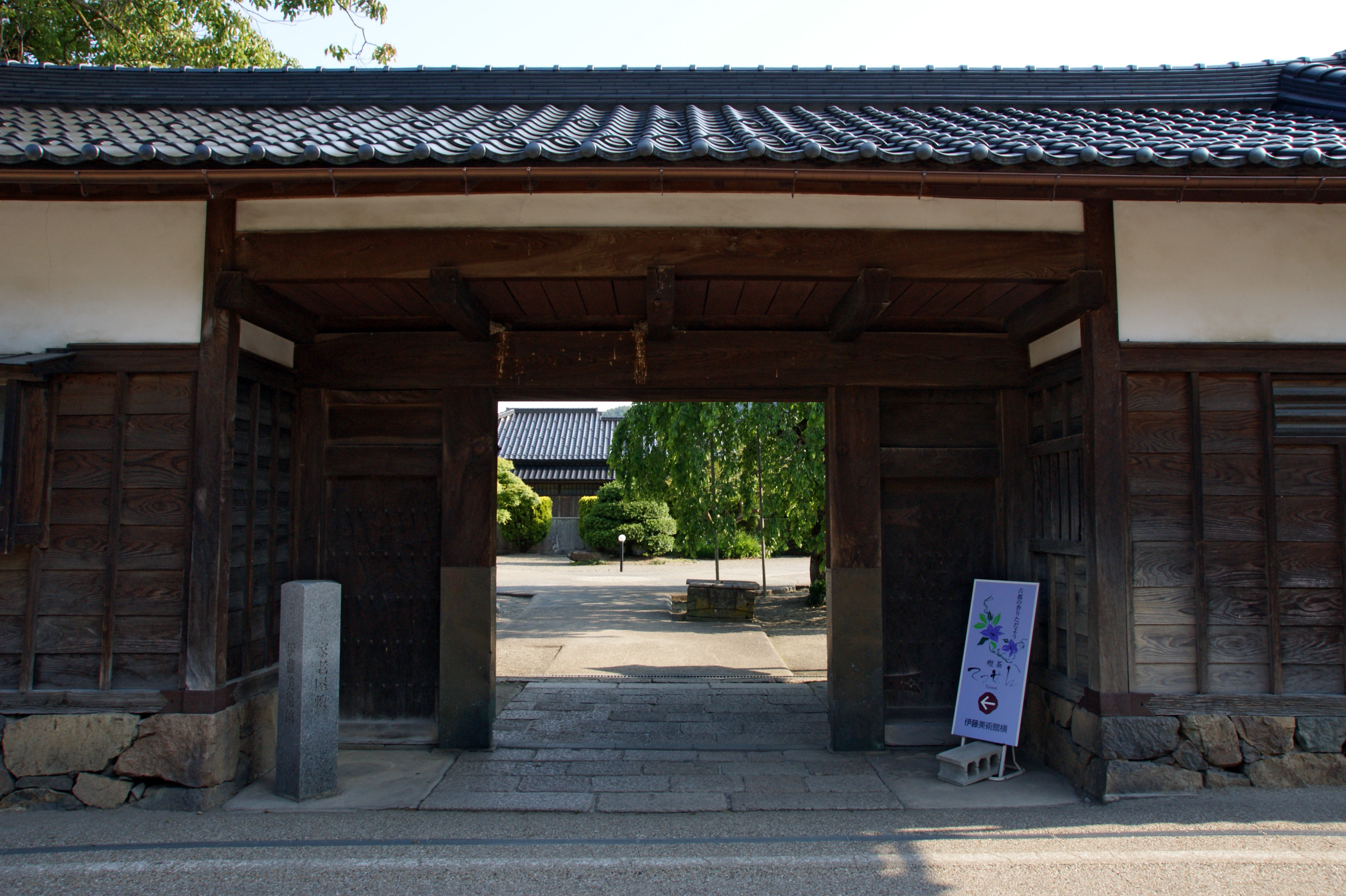
長屋門
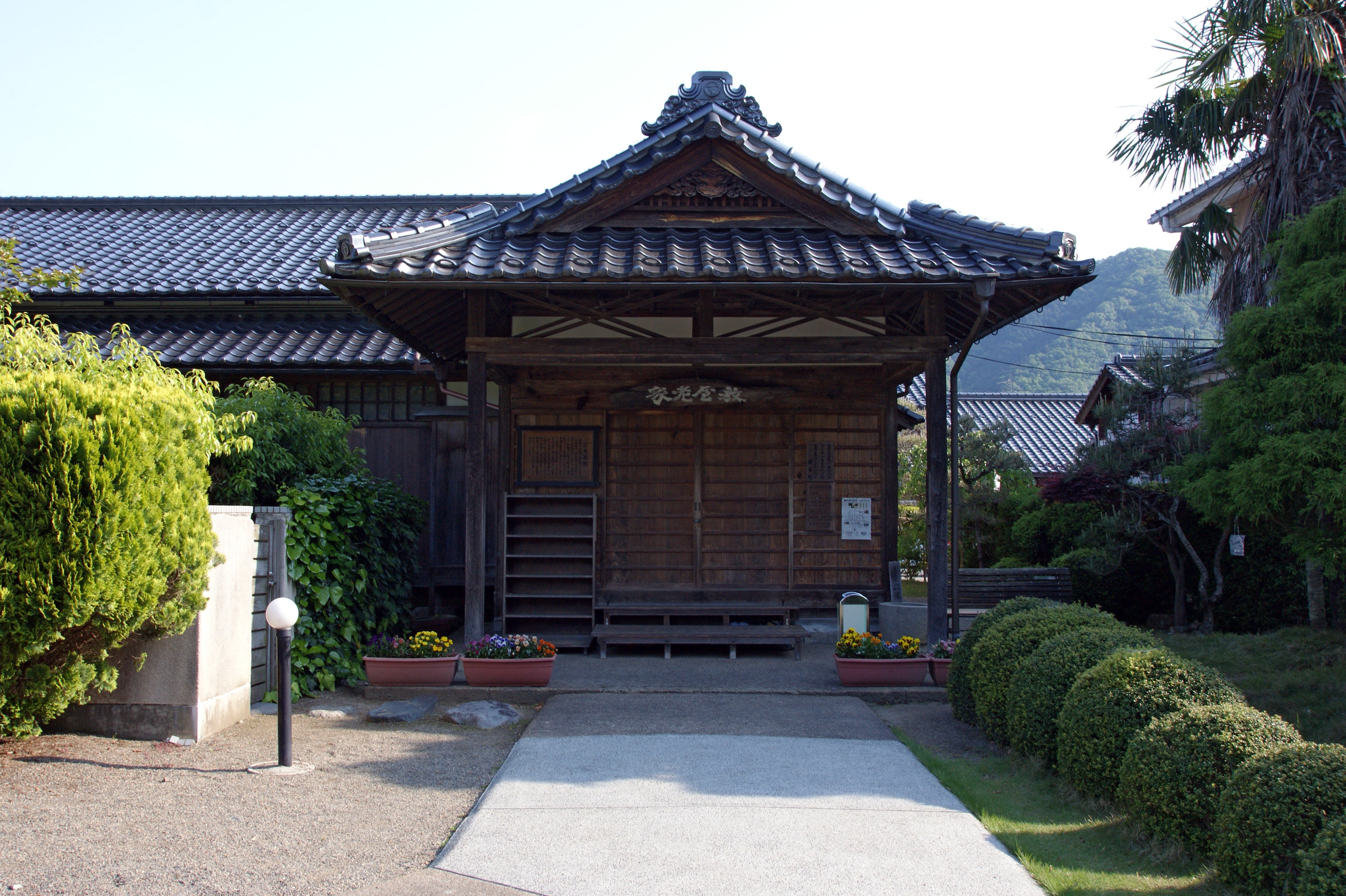
玄関
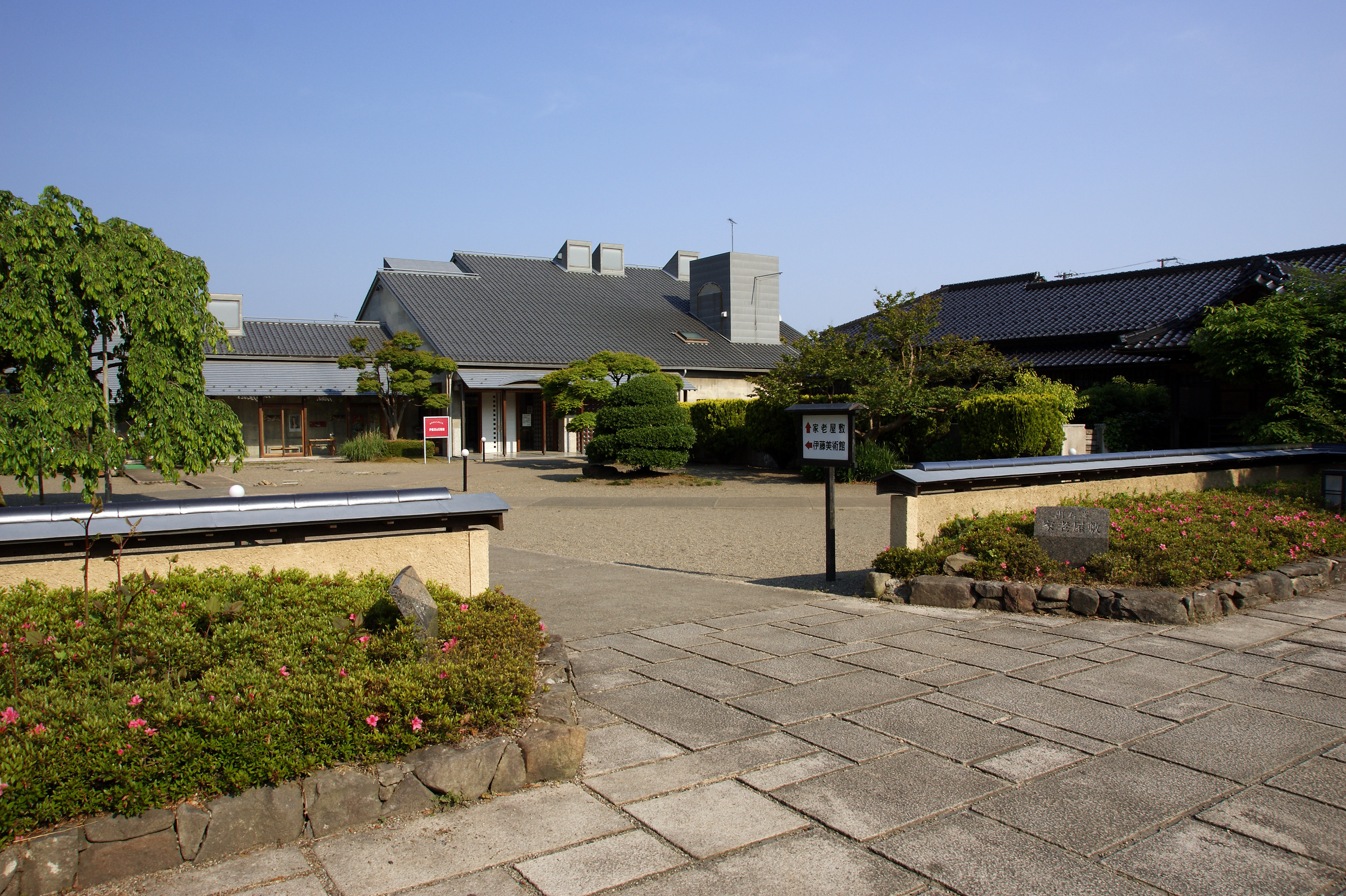
敷地全景

## 利用情報
- 開館時間 - 9:00～17:00（入館は16:30まで）
- 休館日 - 12/31、1/1
- 備考 - ひょうごっ子ココロンカード対象施設

## 交通アクセス
- 山陰本線・京都丹後鉄道の豊岡駅もしくは山陰本線八鹿駅から全但バス「出石」行きで約30分、終点下車。徒歩5分。

## 周辺
- 豊岡市出石伝統的建造物群保存地区
  - 辰鼓楼
  - 出石城跡